# Stad utan nåd
Stad utan nåd är en västtysk-schweizisk-amerikansk dramafilm i rättegångsmiljö från 1961 i regi av Gottfried Reinhardt. Den är en filmatisering av romanen Das Urteil av Gregor Dorfmeister, under pseudonymen Manfred Gregor.
Christine Kaufmann tilldelades en Golden Globe för sin rollprestation. Filmens temalåt "Town Without Pity" sjöngs av Gene Pitney och blev en hitsingel i flera länder. Den kom att vinna en Golden Globe för bästa sång, och nomineras till en Oscar för bästa sång. Årets Oscar gick dock till "Moon River" från Frukost på Tiffany's.

## Rollista, urval
- Kirk Douglas - Steve Garrett
- Barbara Rütting - Inge Koerner
- Christine Kaufmann - Karin Steinhof
- E.G. Marshall - Colonel Jerome Pakenham
- Hans Nielsen - Karl Steinhof
- Ingrid van Bergen - Trude
- Robert Blake - Jim Larkin
- Richard Jaeckel - Birdewell Scott
- Karin Hardt - frau Steinhof
- Alan Gifford - General Stafford